# Luma chequen
Luma chequen är en myrtenväxtart som först beskrevs av Juan Ignacio Molina, och fick sitt nu gällande namn av Asa Gray. Luma chequen ingår i släktet Luma och familjen myrtenväxter. Inga underarter finns listade i Catalogue of Life.